# Frauenlager Elben

Das „Tonloch“ heute

Das Frauenlager Elben war ein Zwangsarbeitslager der Organisation Todt (OT) für etwa 200 deutsche Frauen und Mädchen jüdischer Herkunft. Es bestand von September 1944 bis Mai 1945 in dem nordhessischen Dorf Elben, heute Ortsteil der Stadt Naumburg im Landkreis Kassel in Hessen (Deutschland). Es war das dritte von insgesamt drei Lagern, die das nationalsozialistische Regime in dem Dorf während des Zweiten Weltkriegs betrieb. Zu den Insassen gehörte auch die Malerin Ilse Häfner-Mode.

## Die ersten beiden Lager
Schon nach dem Überfall auf Polen 1939 waren kurzzeitig Polinnen und Polen zwangsweise als Landarbeiter in den Ort gebracht worden. Im Spätsommer 1940 wurde dann unter der Bezeichnung „Kommando 680“ das erste Lager eingerichtet, als 28 französische Kriegsgefangene aus dem Stalag IX A in Ziegenhain im Saal der Gemeindegastwirtschaft in Elben untergebracht wurden. Sie mussten im Dorf landwirtschaftliche Arbeit leisten.
Ein zweites Lager wurde 1943 im Ort eingerichtet, als die Organisation Todt damit begann, im Hardtkopf beim „Felsenkeller“ Stollen in den Berg zu treiben, um dort im Zuge der sogenannten U-Verlagerung eine bombensichere Fabrikationsanlage (die so genannte Großstollenanlage „Saphir“) für Flugzeugmotoren der Kasseler Firma Henschel bzw. deren Tochterfirma Henschel Flugmotorenbau aus Altenbauna zu erstellen. Bauausführende Firmen waren die Unternehmen Richter und Cronibus aus Kassel, und die Bergwerksgesellschaft Hibernia stellte die notwendigen Bergleute. Die Hauptarbeitsleistung wurde jedoch von Zwangsarbeitern und Kriegsgefangenen aus Osteuropa, zumeist Russen, erbracht, die in einem Barackenlager am rechten Ufer der Elbe am Weg nach Altendorf untergebracht waren.

## Das Frauenlager im Tonloch

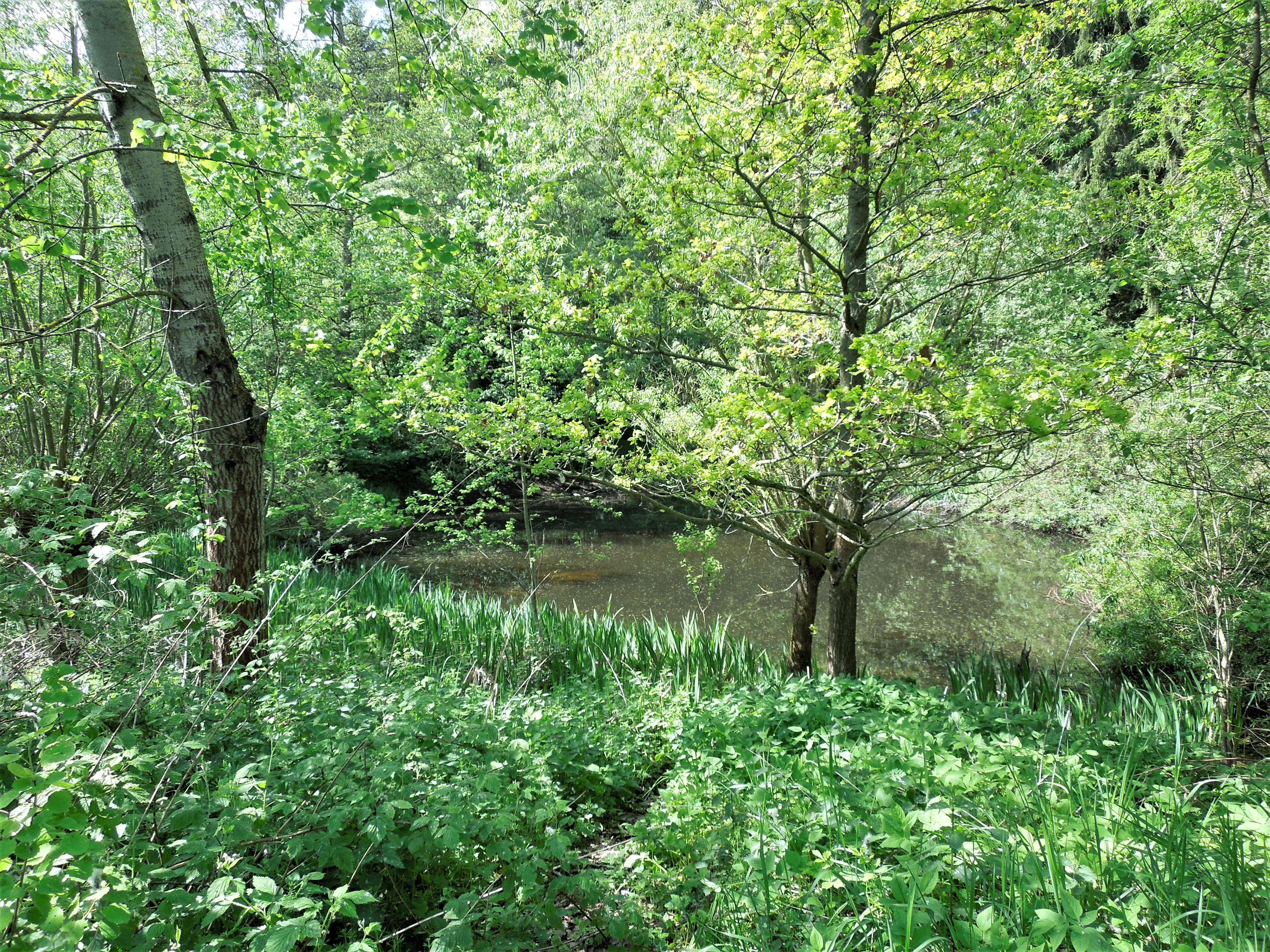
Das „Tonloch“ 2017, wo sich das Frauenlager befand

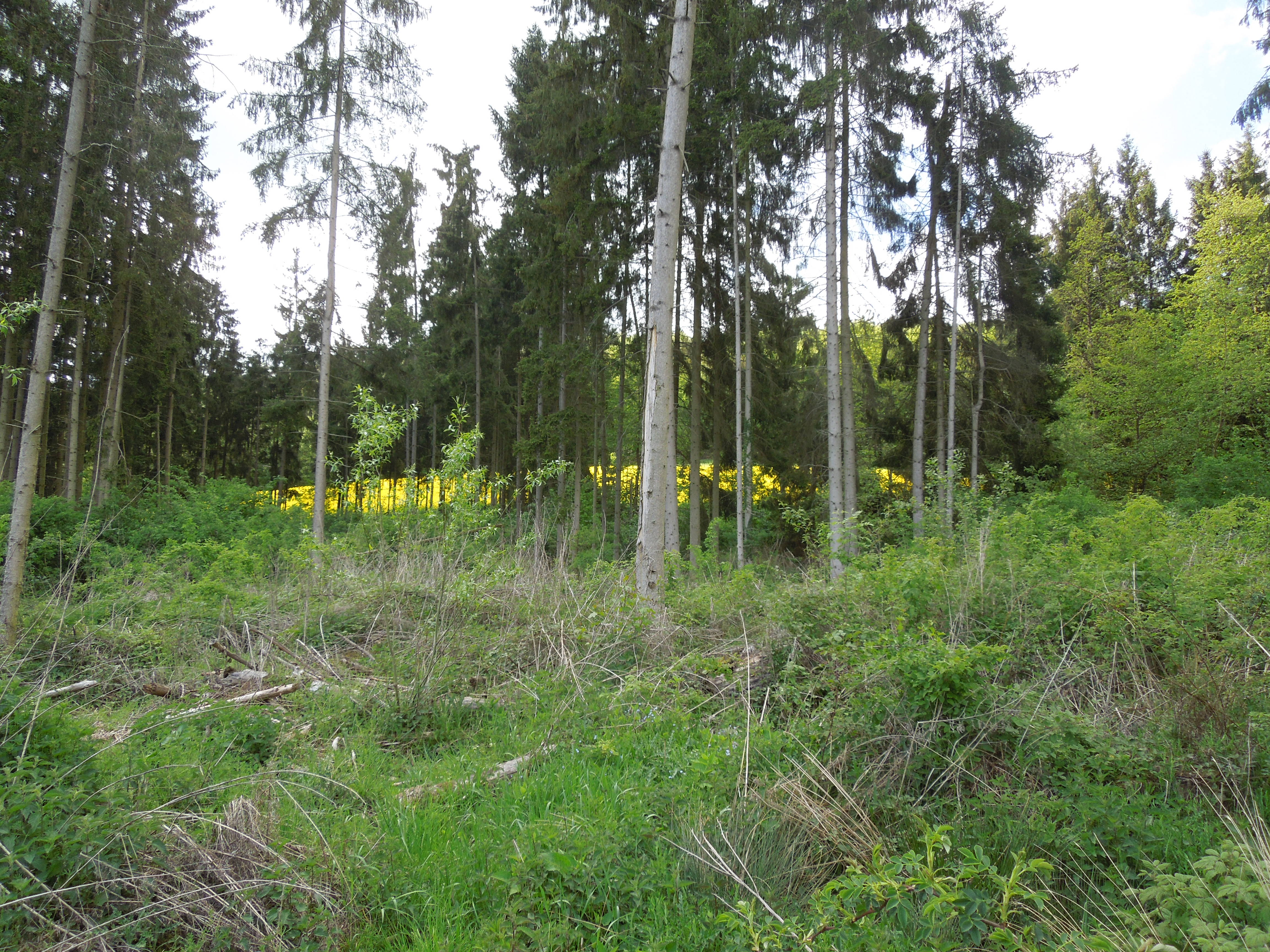
Das heute bewaldete einstige „Lager im Tonloch“

Im September 1944 wurden Männer und Frauen in Ostwestfalen, sämtlich jüdische Mischlinge ersten Grades sowie „jüdisch Versippte“ aus sogenannten privilegierten Mischehen, von der Gestapo verhaftet („Sonderkommando J“) und in Zwangsarbeitslager der Organisation Todt eingeliefert. Die Männer kamen überwiegend nach Zeitz in Sachsen-Anhalt, die Frauen zum Teil nach Elben, zum Teil nach Kassel-Bettenhausen. Der Transport erfolgte mit der Bahn nach Kassel und von dort mit Fuhrwerken und zu Fuß nach Elben.
Dort wurden die Frauen zuerst in Wehrmachtszelten untergebracht, die nördlich des Dorfs beim Tonloch der ehemaligen Ziegelei aufgestellt worden waren. Das Lager wurde daher auch als „Lager im Tonloch“ bezeichnet. Die teilweise noch vorhandenen offenen, aber überdachten Nebengebäude der ehemaligen Ziegelei wurden den Frauen nicht zur Verfügung gestellt. Als mit den spätherbstlichen Regenfällen die Zelte in der Grube zunehmend im Wasser standen, setzten sich Elbener Einwohner und ein OT-Führer für eine bessere Unterbringung ein. Daraufhin wurden die Frauen in die Gaststätte Eubel verlegt, wo nunmehr 120 Personen im Saal der Gastwirtschaft mit Strohsäcken und Decken untergebracht wurden. Es gab eine einzige Toilette, und in der Futterküche diente ein kleiner Spülstein zur Körperpflege und zum Wäschewaschen. Bald darauf mussten die Frauen im Tonloch vier Holzbaracken und eine Wasch- und Toilettenbaracke errichten, und am 1. Weihnachtstag 1944 wurden sie wieder dorthin verlegt. Die Lagerküche befand sich zeitweise im Saal der Gaststätte Degenhardt.
Die Verpflegung war dürftig, und da für das gesamte Lager nur etwa ein Dutzend Blechschüsseln zur Verfügung standen, mussten sich die meisten Insassen mit Konservendosen als Ess- und Trinkgefäßen behelfen. Der Gesundheitszustand vieler war infolge der schlechten Ernährung und schweren Arbeit sehr schlecht. Die ärztliche Betreuung durch einen russischen Arzt, der teilweise auch die Ortsbevölkerung versorgt haben soll, und durch eine im Lager untergebrachte ehemalige Gemeindeschwester aus Scherfede war nur unzureichend.
Die Frauen mussten zehn Stunden pro Tag schwerste Arbeit verrichten, sowohl bei der Errichtung ihres Barackenlagers als auch bei den Arbeiten an der Stollenanlage. Die Hauptarbeit bestand aus dem Graben von Sand, dem Transportieren von Baumaterial, dem Wegtragen von Aushub und Handlangerarbeiten beim Stollenbau. Wecken war um 6:00 Uhr, gefolgt von Appell und Einteilung zum Arbeitsdienst um 7:00 Uhr. Arbeitsdienst war von 8:00 bis 12:00 Uhr und von 13:00 bis 19:00 Uhr. Danach durften sich die Frauen bis 20:00 Uhr im Ort bewegen. Ab 22:00 Uhr war Nachtruhe. Am Sonnabend wurde halbtags gearbeitet.
Beide Arbeitslager und ihre Bewachung unterstanden der OT. Das Frauenlager war nicht umzäunt und zu Beginn wohl auch nicht bewacht. Das OT-Personal selbst führte keine Bewachung durch, sondern leitete den Arbeitsbetrieb. Erst nach einiger Zeit wurde eine französischsprachige OT-Wachmannschaft im Pfarrhaus untergebracht. Sie bestand aus ehemaligen französischen SD- oder belgischen SS-Angehörigen (die Angaben dazu sind nicht einheitlich), die wegen Verwundungen oder aus anderen Gründen nicht mehr frontdienstfähig waren.
Die Frauen konnten sich abends und an Sonntagen relativ frei bewegen. Einige katholische Lagerinsassen besuchten die Ordensniederlassung der Vinzentinerinnen in Naumburg, um sich dort zu waschen oder in der katholischen Stadtkirche zu beten. Briefe schreiben und der Empfang von Besuch waren nicht verboten. Es war nicht ungewöhnlich, dass Ehemänner aus Westfalen ihre Frauen im Lager besuchten; häufig fanden sie dann im Dorf Unterkunft. Das sichtbare Elend der Frauen erregte bald Mitgefühl im Dorf, und es gibt zahlreiche Zeugenaussagen, wonach die Dorfbevölkerung den Frauen half, soweit es die Umstände erlaubten. Die Frauen tauschten z. B. Mithilfe bei den Familien im Dorf, insbesondere im Haushalt, oder selbstgefertigte Handarbeiten gegen Lebensmittel. Sie wärmten sich bei den Familien im Ort auf, konnten sich waschen und Körperpflege betreiben.

## Die Befreiung
Als amerikanische Truppen von Süden und Westen näher rückten, wurde die Lagerleitung angewiesen, die Frauen nach Osten zu deportieren, aber dieser Befehl wurde nicht mehr ausgeführt. Als amerikanische Truppen am Karfreitag 1945 bereits das wenige Kilometer weiter südlich gelegene Fritzlar umgingen, tauschte der Lagerleiter seine Uniform gegen Zivilkleidung und verschwand zusammen mit dem Leiter des Lagers am Felsenkeller. Abends kam ein Trupp SS-Leute in das Dorf, und man fürchtete um die Sicherheit der Frauen im Lager. Mehrere von ihnen versteckten sich deshalb auf den Dachböden verschiedener Häuser oder im Lager der französischen Kriegsgefangenen. Am Vormittag des 31. März 1945, dem Karsamstag, zogen Soldaten der 9. Panzerdivision des V. Korps der 1. US-Armee von Süden her in das Dorf ein. Die Frauen waren frei.
Das „Lager im Tonloch“ bestand noch bis Mai 1945. Nach der Auflösung wurden die Baracken verkauft und dienten eine Zeitlang als Behelfswohnungen oder Geräteschuppen.

## Heutiger Zustand
Heute ist das Gelände aufgeforstet. Die Ortsgruppe des Deutschen Bundes für Vogelschutz hat es gepachtet und die beiden älteren Tonlöcher im Rahmen der Biotopgestaltung zu Himmelsteichen ausgebaut. Der Standort der Waschbaracke ist noch heute zwischen den beiden Teichen sichtbar: eine Betonplatte zeigt die Stelle, wo sich einst WC und Waschkaue befanden.
1988 wurden im Zuge des Ortsjubiläums Hinweistafeln aufgestellt, so auch am Felsenkeller und am Tonloch.